# Christopher Taylor (Leichtathlet)
Christopher Taylor (* 1. Oktober 1999 in Spanish Town) ist ein jamaikanischer Leichtathlet, der sich auf den 400-Meter-Lauf spezialisiert hat.

## Leben
Christopher Taylor besuchte die Calabar High School in der jamaikanischen Hauptstadt Kingston. 2019 verließ er die Heimat und nahm unter der Anleitung Rana Reider beim Tumbleweed Track Club in Jacksonville, im US-Bundesstaat Florida das Training auf.

## Sportliche Laufbahn
Christopher Taylor bestritt 2014 in der Heimat seine ersten Wettkämpfe auf den Sprintstrecken gegen die nationale Konkurrenz. 2015 lief er im Juni eine Zeit von 45,55 im 400-Meter-Lauf und reiste damit als Topfavorit zu den U18-Weltmeisterschaften nach Cali. Nachdem er mit neuer Bestzeit in das Finale einzog, konnte er darin mit 45,27 s seiner Favoritenrolle gerecht werden und den Titel gewinnen. Zudem stellte er einen neuen U18-Rekord für Jamaika auf, der zuvor 24 Jahre unverändert blieb. 2016 belegte Taylor den siebten Platz bei den Jamaikanischen Meisterschaften. Im Juli trat er bei den U20-Weltmeisterschaften in Bydgoszcz an. Er zog in das Halbfinale der 400 Meter ein, worin seine 46,60 s nicht ausreichten, um als Vierter seines Laufes das Finale zu erreichen. Drei Tage später bestritt er das Finale der 4-mal-400-Meter-Staffel, bei dem das jamaikanische Quartett die Bronzemedaille gewinnen konnte.
2017 trat Taylor im Juli bei den U20-Panamerikameisterschaften in Peru an und gewann zunächst mit neuer Bestzeit von 20,38 s die Goldmedaille im 200-Meter-Lauf. Anschließend gewann er auch noch mit beiden Staffel, über 4-mal 100 und über 4-mal 400 Meter, jeweils die Silbermedaille. Im März 2018 lief er mit 20,35 s eine neue Bestzeit und die zugleich zweitschnellste nationale Zeit eines Juniorenathlets hinter Usain Bolt. Ende Juni stellte er den U20-Nationalrekord von Yohan Blake im 100-Meter-Lauf ein, nachdem er wie dieser eine Zeit von 10,11 s auf die Bahn brachte. Nachdem er mit persönlicher Bestzeit von 44,88 s Jamaikanischer Meister wurde trat er als Topfavorit bei den U20-Weltmeisterschaften im finnischen Tampere an. Im 400-Meter-Lauf gewann er schließlich mit der Zeit von 45,38 s die Silbermedaille. Einen Tag später fügte er mit der 4-mal-100-Meter-Staffel eine weitere Silbermedaille hinzu. 2021 absolvierte Taylor im Frühjahr in der Halle seine ersten Wettkämpfe im 400-Meter-Lauf seit 2019. Im Juni wurde er Jamaikanischer Vizemeister im 400-Meter-Lauf und qualifizierte sich damit für die Olympischen Sommerspiele in Tokio. Anfang August ging er bei ihnen an den Start und schaffte als Zweiter seines Halbfinales den Finaleinzug. Nach dem Halbfinallauf musste er mit Hilfe eines Rollstuhls aus dem Stadion gebracht werden. Eine Sicherheitsmaßnahme aufgrund seines Asthmas, wie später kommuniziert wurde. Im Finale stellte er schließlich in 44,79 s eine neue Bestzeit auf und landete damit auf dem sechsten Platz. Die gleiche Platzierung erreichte er mit der 4-mal-400-Meter-Staffel zwei Tage später, für die er im Vorlauf noch geschont wurde.
Im Frühjahr 2022 trat er bei den Hallenweltmeisterschaften in Belgrad an. Taylor erreichte als Zweiter seines Vorlaufes das Halbfinale, in dem er den Lauf allerdings nicht beenden konnte. Später im Sommer nahm er in den USA auch an seinen ersten Weltmeisterschaften in der Freiluft teil. Zunächst erreichte er das Halbfinale, worin er als Dritter seines Laufe mit Saisonbestleistung von 44,97 s das Finale erreichen konnte. Darin belegte er schließlich den siebten Platz. Zum Abschluss der Weltmeisterschaften konnte er, zusammen mit seinen Teamkollegen, die Silbermedaille mit der 4-mal-400-Meter-Staffel belegte. Somit konnte er seine erste WM-Medaille gewinnen. Einen Monat später siegte er bei den NACAC-Meisterschaften auf den Bahamas. Zudem gewann er Silber mit der 4-mal-400-Meter-Staffel.
Wegen Verstoßes gegen die Anti-Doping-Bestimmungen wurde Taylor 2023 für zwei Jahre gesperrt.

## Wichtige Wettbewerbe
| Jahr                | Veranstaltung             | Ort                 | Platz               | Disziplin           | Zeit                |
| Startet für Jamaika | Startet für Jamaika       | Startet für Jamaika | Startet für Jamaika | Startet für Jamaika | Startet für Jamaika |
| ------------------- | ------------------------- | ------------------- | ------------------- | ------------------- | ------------------- |
| 2015                | U18-Weltmeisterschaften   | Cali                | 1.                  | 400 m               | 45,27 s             |
| 2016                | U20-Weltmeisterschaften   | Bydgoszcz           | 9.                  | 400 m               | 46,60 s             |
| 2016                | U20-Weltmeisterschaften   | Bydgoszcz           | 3.                  | 4 × 400 m           | 3:04,83 min         |
| 2018                | U20-Weltmeisterschaften   | Tampere             | 2.                  | 400 m               | 45,38 s             |
| 2018                | U20-Weltmeisterschaften   | Tampere             | 2.                  | 4 × 100 m           | 38,96 s             |
| 2021                | Olympische Sommerspiele   | Tokio               | 6.                  | 400 m               | 44,79 s             |
| 2021                | Olympische Sommerspiele   | Tokio               | 6.                  | 4 × 400 m           | 2:58,76 min         |
| 2022                | Hallenweltmeisterschaften | Belgrad             |                     | 400 m               | DNF (Halbfinale)    |
| 2022                | Weltmeisterschaften       | Eugene              | 7.                  | 400 m               | 45,30 s             |
| 2022                | Weltmeisterschaften       | Eugene              | 2.                  | 4 × 400 m           | 2:58,58 min         |
| 2022                | NACAC-Meisterschaften     | Nassau              | 1.                  | 400 m               | 44,63 s             |
| 2022                | NACAC-Meisterschaften     | Nassau              | 2.                  | 4 × 400 m           | 3:05,47 min         |

## Persönliche Bestleistungen
Freiluft
- 100 m: 10,11 s, 30. Juni 2018, Kingston
- 200 m: 20,35 s, 24. März 2018, Kingston
- 400 m: 44,63 s, 20. August 2022, Freeport

Halle
- 200 m: 20,81 s, 6. Februar 2022, New York City
- 400 m: 45,73 s, 24. Januar 2021, Fayetteville